# 長谷川三郎

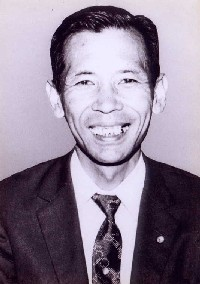
長谷川 三郎

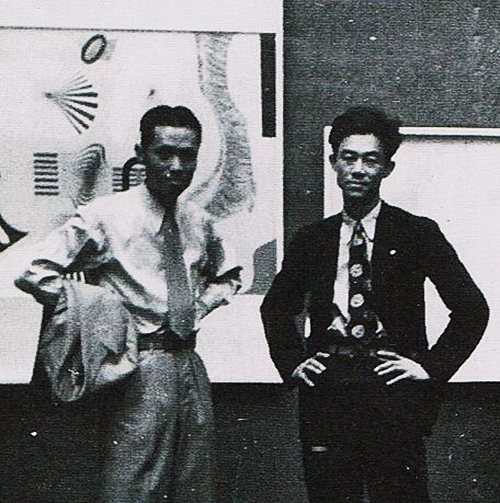
写真は第２４回二科展会場のもので（1937年）、ちょうどこの「図説」が展示されている前にいるのが吉原治良（右）と長谷川三郎（左）である。

長谷川 三郎（はせがわ さぶろう、1906年（明治39年）9月6日 - 1957年（昭和32年）3月11日）は、日本の洋画家。
甲南小学校、甲南中学校、旧制甲南高等学校、東京帝国大学文学部美学美術史学科卒業。数々の抽象絵画の作品を残した現代抽象絵画の先駆者である。

## 年譜
- 1906年 - 山口県豊浦郡長府町（現：下関市）に生まれる。
- 1910年 - 兵庫県神戸市に転居。
- 1918年 - 兵庫県芦屋市呉川町に転居。
- 1929年 - 東京帝国大学文学部美学美術史学科卒業。渡米して画家活動を始めた後、新時代洋画展や自由美術家協会を設立。
- 1953年、日本アブストラクト・アート・クラブ設立[2]（他のメンバーは、山口正城、山口長男、吉原治良、村井正誠、末松正樹、恩地孝四郎、瀧口修造など）。
- 晩年は拓本、木版、水墨の制作に専念。
- 1957年 - サンフランシスコにて没。

## 主な展覧会
- 「イサム・ノグチと長谷川三郎 変わるものと変わらざるもの」（横浜美術館、2019年1月12日 - 3月24日）